# 南機場國民住宅
南機場國民住宅，又稱南機場公寓，也稱為南機場整建住宅，位於臺灣臺北市中正區與萬華區，是人口密集的住宅社區。大致座落於西藏路以南、萬大路以東、南海路與青年路以北，和汀州路一段以西的區域。1964年11月，第一批南機場國民住宅落成啟用，行政院院長嚴家淦、臺灣省政府秘書長郭澄出席落成典禮。第一期的南機場公寓，共有十一棟五層樓，分為甲、乙、丙三種格局，共有1,264戶:182。此外，每戶有沖水馬桶，社區有獨立水庫、汙水處理場，並有地下電纜。於1965年於此成立獨立的政區忠勤里，並設立忠義國小、零售市場（忠義國小一樓）與地下社區避難室。
當時南機場公寓以最新建築工法建造。特殊的飛天旋轉梯設計，其具有逃生、通風、進出容易與採光佳等優點。樓梯中間設有垃圾投放口，可從各樓投下垃圾直達一樓，利於清潔人員整理（此垃圾投放口已經封閉不使用）。南機場許多設計都為台北市的首創，在當時為模範公寓。但隨著時間久遠，現已成台北市亟需都市更新的社區之一。

## 歷程

### 開發前
南機場區域是新店溪匯入淡水河間的一塊河濱低窪沼澤地，早期清代此處名為「加蚋仔」，日治時期以東園、西園為町名，南機場國宅係位於東園町。日治時期總督府於1927年前徵收土地做為練兵場，二次大戰期間又以此地做為台北南邊的備用機場（相對於台北北邊的松山機場），因此稱為南機場。
1945年戰後，該區域有20餘甲地作為高爾夫球場使用，其餘50餘甲地則移轉給國軍各單位使用。1948年空軍總部首先在此興建空南一村、二村、三村共180戶磚造平房眷村。1949年大陸撤退，大批軍民湧入南機場周邊地區搭建落戶。自1950－1960年間，陸續有空軍總部、空軍高砲部隊、聯勤總部、陸軍總部、國防部等單位在南機場周邊興建近千戶眷舍。除此之外，自中南部北上的城鄉移民，也在眷村周邊及河灘地上搭建棚屋居住。1959年八七水災後，來自彰化、雲林、嘉義的災民北上謀生，也多數棲居在南機場地區。至1962年，南機場周邊住戶已達7,800餘戶，成為全台灣最大的違建聚落。

### 開發過程
1962年 	歐珀、愛美兩颱風使得地勢低窪的南機場周邊受災嚴重。當時美國國際合作總署駐華安全分署（Mutual Security Mission to China）官員富來利（Abort Fraleigh）會同聯勤總部視察災區，建議可將南機場軍事用地闢為新住宅區。在駐華安全分署署長郝樂氏（W.C. Haraldson）的支持下，撥款成立「台北市南機場附近地區新住宅區籌建指導會報計畫組」，11月提出調查報告及初步規劃設計。此外，1962年臺北市政府公布防洪治標計畫，開始興建「雙園」、「水源」堤防，決定在隔年颱風季前完成必要的防範措施，排除堤線外的違章戶勢在必行，南機場第一期整建住宅乃為安置堤外違建住戶而興建。行政院提撥陸軍管轄的崁頂段206號土地共10,154坪給台北市政府作為興建住宅基地。台北市政府成立南機場整建住宅委員會，經公開評選委託建築師利眾（林柏年）、中國興業（趙楓）、張敬德建築師事務所設計，規劃興建11棟5層公寓共1624戶。

住宅面積的規劃，是依照前期調查中每一違建戶原本居住面積的大小，歸納出三種住宅坪型: 原面積在15坪以上的分配甲種坪型（14坪）、原面積10－15坪的分配乙種坪型（10坪）、原住面積10坪以下的分配丙種坪型（8.65坪）。每戶都有自用浴廁及廚房設備，但沒有隔間。住戶必須自籌20%自備款，其餘80%向政府貸款，社區內的公共設施費用則由政府負擔。1964年 第一期整建住宅完工，定名為「南機場公寓」又稱為「忠勤社區」。此一大規模的社區被視為政府重大的都市建設，成為當年歸國華僑必參觀的地點。1965年社區北側的忠義國小完工。

1967年 臺北市政府奉行「住者有其屋」政策，由臺北市國民住宅興建委員會興建第二期整建住宅，基地面積2,500坪，由沈祖海建築師設計5層樓口字型中庭住宅一棟共579戶，1968年完工，名為「忠恕社區」。該社區主要安置三軍總醫院違建戶及其他重要地區的違建戶。

1971年為安置中華路及特三號排水溝（西藏路）等公共工程被拆遷戶，利用第一期剩餘基地2,586平方公尺，由臺北市國民住宅及社區建設委員會興建一棟6層公寓住宅，為口字型單邊走廊平面，共262戶，為第三期整建住宅。設計建築師是有巢（虞約鎮）、利眾（林柏年）、德聯（張敏德）、中國興業（顧授書）建築師事務所，於1972年完工，與第一期共稱為忠勤社區。南機場一、二、三期整建住宅總計安置了2,105戶違建拆遷戶。

### 都市更新歷程
馬英九市長上任提出「軸線翻轉」政策，重視都市更新。整建住宅被視為最需要更新的重點地區，因此在2000年劃定為都市更新地區。2010年郝龍斌市長再劃定為策略性再開發地區，以提高容積獎勵上限。
柯文哲市長任內，於2016年1月22日宣布臺北市公辦都更8+2旗艦計畫，將南機場整宅納入旗艦計畫之一，並設置工作站長期推動南機場周邊的更新，分7個單元招商。2017年8月24日南機場三期及一期1棟之更新會終獲核准立案，2024年，單元3招商成功。

## 學術研究
由於南機場國宅其具有特殊的時代意義，經常被作為學者的研究對象，如下表所示。
| 年份 | 學者           | 學術著作                                                             |
| ---- | -------------- | -------------------------------------------------------------------- |
| 2001 | 劉美琴         | 整建住宅女性之城鄉遷移與定居：臺北市南機場忠勤社區整建住宅之個案研究 |
| 2004 | 王國聰         | 合作式住宅在南機場的提案                                             |
| 2005 | 吳聖洪         | 臺北市整建住宅更新改建對策研究─以南機場整建住宅為例                  |
| 2006 | 黃珠茵         | 老人社區居住環境之剖析─以臺北市南機場公寓社區為例                    |
| 2008 | 曾光宗、何家翰 | 南機場第一期國宅之規畫歷程與住宅平面型態之研究                       |
| 2009 | 謝嘉展         | 臺北市整建住宅更新機制之研究                                         |

## 另見
- 南機場夜市
- 馬場町公園
- 青年公園